# Bosnyák Izmail
Izmail pasa (törökül: İsmail Paşa; ? – 1664. augusztus 1. Szentgotthárd) török pasa és hadvezér, valamint 1660-tól budai pasa.

## Élete
Bosnyák származású volt. Az oszmán hadseregben mint lovassági főparancsnok szolgált, valamint részt vett Köprülü Mehmed és Köprülü Ahmed nagyvezírek hadjárataiban, mint a velenceiek elleni kandiai háborúban.

IV. Mehmed szultán az ő családjából választott magának feleséget, s családi kapcsolatai révén jutott magas rangokba a hadseregben. 1660-ban Szejdi Ahmed leváltását követően, budai pasává tették.

Harcolt továbbá Erdélyben, majd 1663-tól Magyarországon. Jelen volt Érsekújvár ostrománál, Kanizsa felmentésénél és Zrínyiújvár elfoglalásánál. A szentgotthárdi csatában a török lovasságot vezényelte, s a harcban életét vesztette.

## Külső hivatkozások
- Perjés Géza: A szentgotthárdi csata 1964, Szentgotthárd, helytörténeti, művelődéstörténeti, helyismereti tanulmányok, Szombathely 1981. ISBN 963-03-1192-5
- Száz magyar falu könyvesháza: Kozár Mária-Gyurácz Ferenc: Felsőszölnök, Száz magyar falu könyvesháza Kht. ISBN 9639287202
- B.Szabó János: Erdély tragédiája, 1657 - 1662, Corvina, Budapest, 2019.
- Magyarország hadtörténete II., Az oszmán hódítás kora, 1526 - 1718. Szerkesztette: Mészáros Kálmán. Zrínyi Kiadó, Budapest, 2020.
- Sudár Balázs: A hódoltsági pasák az oszmán belpolitika forgatagában (1657 - 1665).  - 2021. május 16.